# Mohur

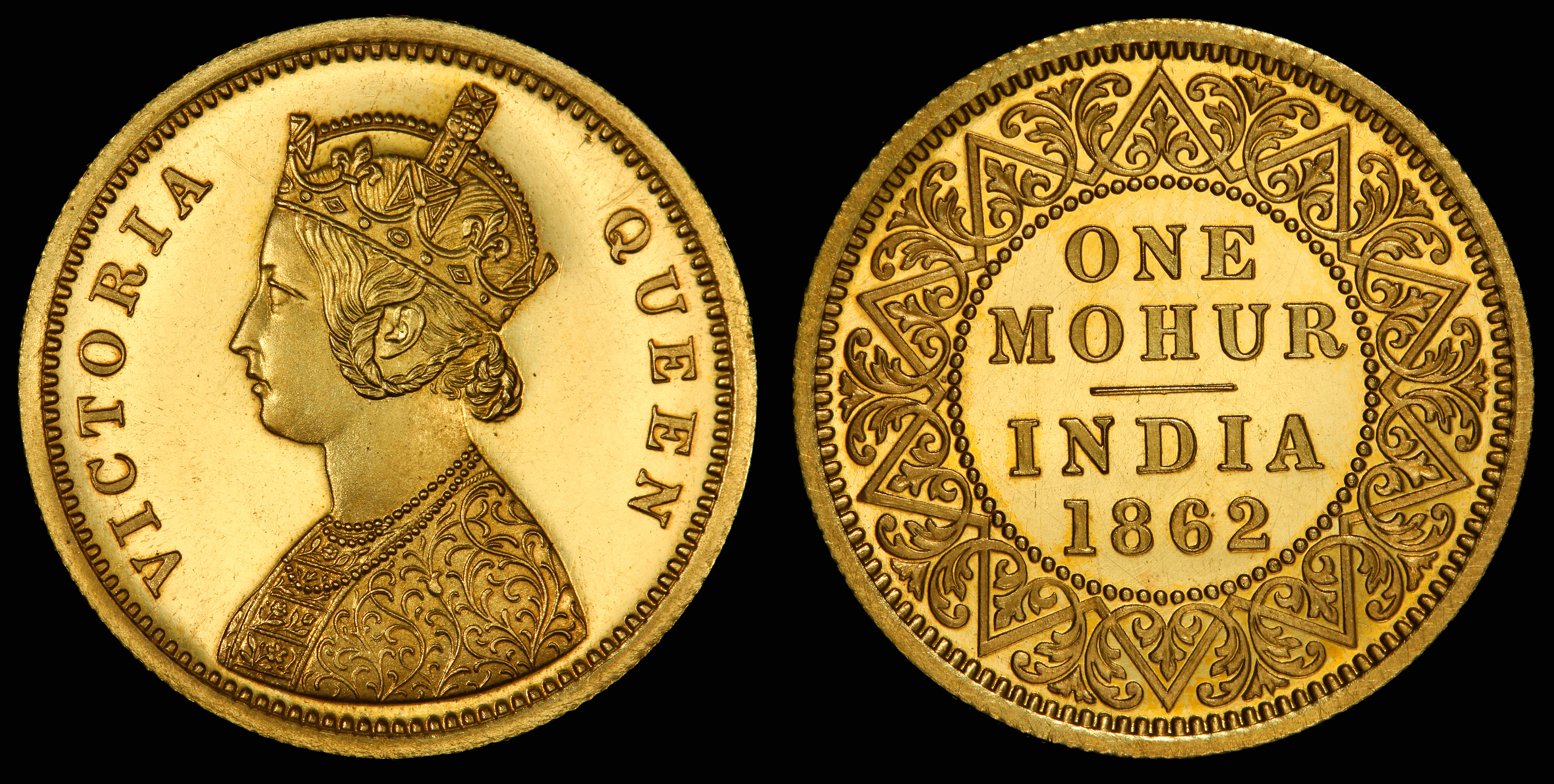
Moneda de un mohur (1862), con la efigie de la reina Victoria.

Un mohur es una moneda de oro que fue acuñada anteriormente por varios gobiernos, incluida la India británica y algunos de los estados principescos que existían junto a él, el imperio mogol, el reino de Nepal y Afganistán. Por lo general, su valor era equivalente a quince rupias de plata. Se acuñó por última vez en la India británica en 1918, pero algunos estados principescos continuaron emitiendo las monedas hasta su adhesión a la India después de 1947. Monedas similares también fueron emitidas por las autoridades británicas en denominaciones de dos tercios de mohur (10 rupias), un tercio de mohur (5 rupias) y doble mohur (30 rupias), y algunos de los estados principescos emitieron monedas de medio mohur (igual a 7 rupias y 8 anna).
La moneda de mohur fue introducida por primera vez por Sher Shah Suri durante su gobierno en la India entre 1540 y 1545, siendo en ese entonces una moneda de oro que pesaba 169 granos (10,95 gramos). También introdujo monedas de cobre llamadas dam y monedas de plata llamadas rupiya que pesaban 178 granos (11,53 gramos). Más tarde, los emperadores mogoles estandarizaron esta acuñación del trimetalismo en todo el subcontinente para consolidar el sistema monetario.

## Etimología
La palabra mohur o mohar proviene de la palabra persa muhr, que significa "sello", y está relacionada con la palabra sánscrita mudrā, que a su vez proviene de mudraṇam, que también significa "sello".

## Valor para coleccionistas
Los mohurs de oro emitidos por el imperio mogol, la Compañía Británica de las Indias Orientales o la Corona británica son valiosos artículos de colección y se venden en subastas a precios elevados. El doble mohur (acuñado entre 1835 y 1918) con un valor de 30 rupias es la moneda en circulación de mayor denominación emitida hasta la fecha. Un mohur doble de 1835 se vendió en una subasta de Bangalore por ₹ 11.5 lakhs, lo que la convierte en la oferta de monedas más alta realizada en la India.